# 바카가주

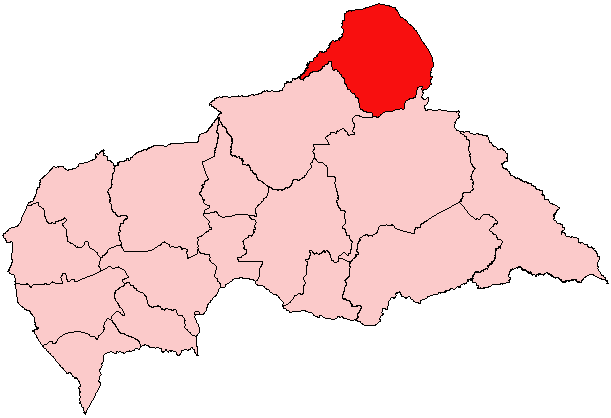
바카가 주의 위치

바카가주(Vakaga)는 중앙아프리카 공화국 북동부에 위치한 주로, 주도는 비라오이며 면적은 46,500km2, 인구는 37,595명(2003년 기준)이다. 중앙아프리카 공화국에서 인구가 가장 적은 주이며 북쪽에는 차드, 동쪽에는 수단, 남수단과 국경을 맞대고 있다.